# Sadillac
Sadillac is een gemeente in het Franse departement Dordogne (regio Nouvelle-Aquitaine) en telt 105 inwoners (2009). De plaats maakt deel uit van het arrondissement Bergerac.

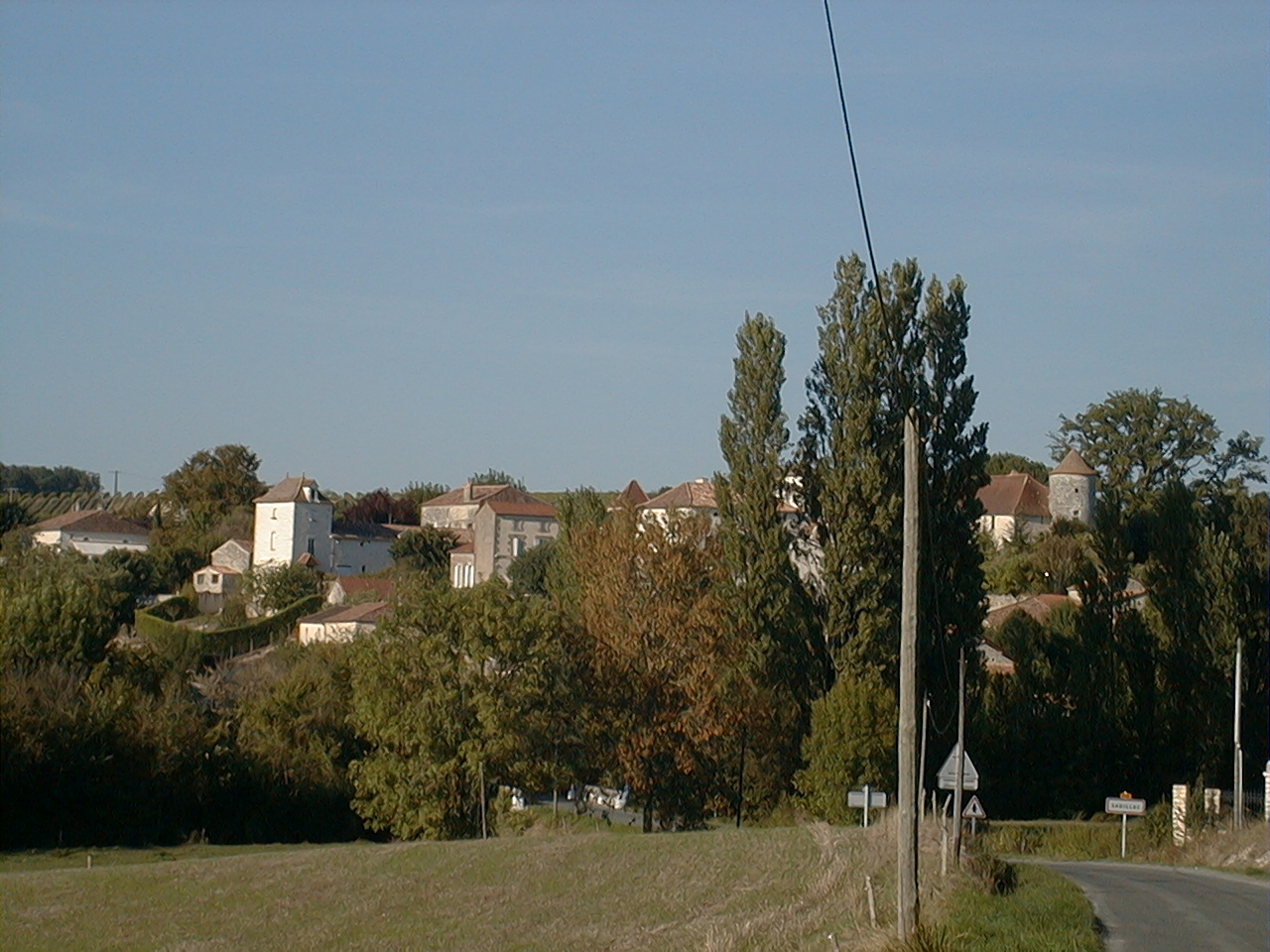
Sadillac
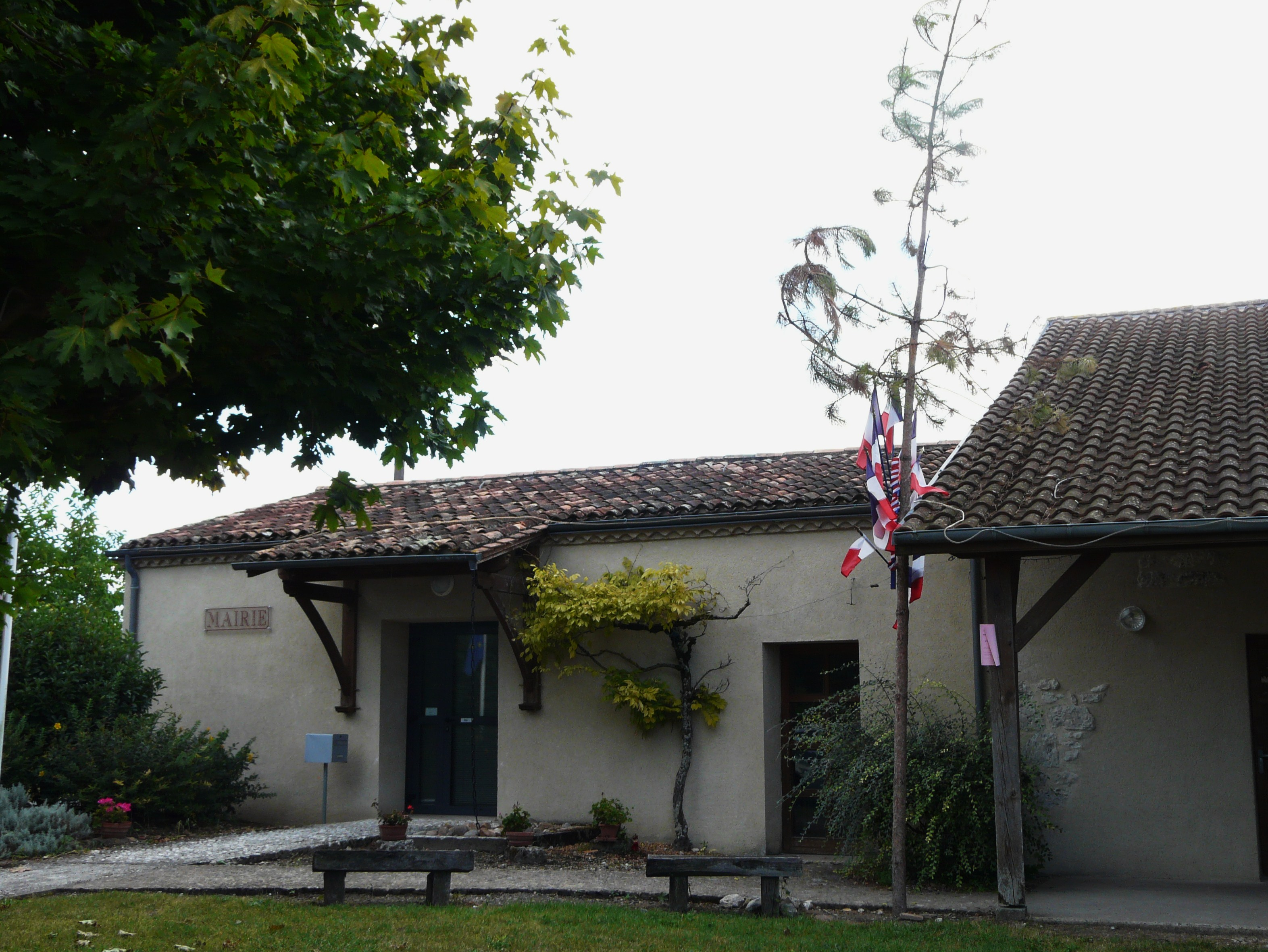
Gemeentehuis

## Geografie
De oppervlakte van Sadillac bedraagt 5,7 km², de bevolkingsdichtheid is dus 18,4 inwoners per km².
De onderstaande kaart toont de ligging van Sadillac met de belangrijkste infrastructuur en aangrenzende gemeenten.

## Demografie
Onderstaande figuur toont het verloop van het inwonertal (bron: INSEE-tellingen).